# Janusz Stalmierski
Janusz Stanisław Stalmierski (ur. 30 sierpnia 1959 w Stargardzie Szczecińskim) – polski kompozytor i pedagog.

## Życiorys
Studiował kompozycję w klasie Andrzeja Koszewskiego w Akademii Muzycznej w Poznaniu. Od 1982 związany ze szczecińską filią Akademii Muzycznej w Poznaniu, gdzie w latach 1990–1996 pełnił funkcję prodziekana Wydziału Wychowania Muzycznego, a później prorektora uczelni. Zatrudniony w szczecińskiej filii Akademii Muzycznej w Poznaniu na stanowisku profesora Akademii Muzycznej w Poznaniu oraz w Akademii Muzycznej w Bydgoszczy na stanowisku adiunkta. Od 2014 profesor sztuk muzycznych.
W roku 1983, wspólnie z trzema innymi muzykami związanymi ze Szczecinem roku Pomorską Grupę Kompozytorów, mającą na celu propagowanie twórczości najmłodszego pokolenia kompozytorów polskich. W latach 1985–1987 Pomorska Grupa Kompozytorów zorganizowała trzy edycje festiwalu muzyki współczesnej pod nazwą „Młoda Muzyka Polska”. W latach 1994–1998 był członkiem Prezydenckiej Rady Kultury przy Prezydencie miasta Szczecina.
Jest autorem muzyki wokalno-instrumentalnej inspirowanej poezją, muzyki do spektakli teatralnych, utworów przeznaczonych na orkiestrę symfoniczną oraz mniejszych utworów instrumentalnych, m.in. Hejnału Szczecina (1995).
W 2005 odznaczony Złotym Krzyżem Zasługi.